# Danmarks ambassade i Jakarta
Danmarks ambassade i Jakarta er Danmarks officielle repræsentation i Indonesien. Ambassaden blev etableret i 1974 for at styrke de diplomatiske og økonomiske forbindelser mellem Danmark og Indonesien.
Ambassadens primære opgaver omfatter at fremme politisk dialog, støtte danske virksomheder på det indonesiske marked og yde konsulær bistand til danske borgere i Indonesien. Derudover arbejder ambassaden for at styrke samarbejdet inden for områder som handel, kultur og uddannelse samt at understøtte bæredygtig udvikling og økonomisk vækst i Indonesien. Ambassaden er også ansvarlig for Papua Ny Guinea og Østtimor samt organisationen ASEAN.

## Historie
Relationerne mellem Danmark og Indonesien går tilbage til det 17. århundrede, hvor danske købmænd fra Trankebar på Coromandelkysten søgte efter peber i Banten på Java. I 1675 sendte Sultan Ageng Tirtayasa af Banten officielle breve til de danske konger Frederik III og Christian V, hvori han anmodede om kanoner og krudt og nævnte opbevaring af peber til danske købmænd. Disse tidlige kontakter blev dog begrænset af det hollandske handelsmonopol i regionen.
I oktober 2015 besøgte Dronning Margrethe II af Danmark og Prinsgemalen Indonesien, hvor de besøgte byerne Jakarta, Surabaya og Yogyakarta. Det danske kongebesøg havde til formål at styrke de indonesisk-danske relationer inden for kultur og handel.